# Nila (Insel)
Nila (indonesisch Pulau Nila) ist eine der indonesischen Barat-Daya-Inseln in der Bandasee.

## Geographie

Insel Nila und ihre Lage in der Inselgruppe

Nila liegt östlich der Damarinseln. Sie hat eine Fläche von 20,54 km². Zusammen mit ihrem südwestlichen Nachbarn Teun und dem nordöstlich gelegenen Serua bilden die drei Inseln mit ein paar kleinen Eilanden den Distrikt (Kecamatan) Teun Nila Serua. Dieser gehört zum Regierungsbezirk (Kabupaten) der Zentralmolukken (Maluku Tengah), Provinz Maluku. Nila, Teun und Serua gehören zum inneren Bandabogen, einer Inselkette vulkanischen Ursprungs.
Vor der Nordküste Nilas liegt die kleine Insel Nika, sowie gut acht Kilometer nordwestlich das Doesborgh-Riff (ohne Inseln). Zwischen Serua und Nila befindet sich die kleine Insel Nil Desperandum.
Ernst Christoph Barchewitz berichtete, dass es auf dieser Insel heiße Quellen gab, worinnen die Insulaner ihre Speisen kochten. 
Auf Nila liegt der aktive Schichtvulkan Nila mit 781 m Höhe, aus dem Schwefel floss. 1932 brach er aus, so dass das Dorf Rumadai an der Ostküste aufgegeben werden musste. An der Ostflanke kam es am 7. Mai 1968 zu einem Ausbruch.

## Geschichte
Im 17. Jahrhundert errichtete die Niederländische Ostindien-Kompanie auf Nila einen  Militärstützpunkt, der dem Gouverneur von Banda unterstand. Dieser setzte sich aus einem Korporal und zwei Soldaten zusammen. Im 18. Jahrhundert beherrschte ein Orang Kaya die Insel Nila.

## Bevölkerung
An einer Bucht an der Südküste liegen die Dörfer Bumey (Bumei, Bumai) und Saploru. In Bumey wird die austronesische Sprache Teun gesprochen, die ursprüngliche Sprache der Insel Teun. Die Sprache Teun gehört zur Sprachgruppe Teun-Nila-Serua (TNS), ebenso wie der sonst verwendete Dialekt Nila.
Bumey ist ein Desa mit 617 Einwohnern.